# Joseph de Thomas de La Valette
Joseph Jean de Thomas, marquis de La Valette, né le 29 février 1672 à La Valette, près de Toulon, mort à Toulon le 19 janvier 1744, est un officier de marine et aristocrate français. Il fait sa carrière dans la Marine royale et termine sa carrière avec le grade de chef d'escadre (1er mai 1741).

## Biographie

### Origines et famille
Joseph de Thomas descend de la famille de Thomas, une famille de la noblesse provençale qui a fourni de nombreux officiers généraux à la marine royale. La maison de Thomas est connue depuis Jean Thomas, secrétaire et maître rationnel du roi René, qui l'anoblit par lettre du 2 avril 1480.
Joseph de Thomas de La Valette est le fils de François II de Thomas, seigneur de La Valette (1634-1714), docteur en droit civil de l'Université d'Avignon, et de Lucrèce de Cadenet de Tamarlet (1645 - morte après 1713). Son frère Gaspard sera évêque d'Autun de 1732 à 1748, alors que son frère Louis sera Supérieur-Général de la Congrégation de l'Oratoire. Il est le cousin de quatre chefs d'escadres : Pierre de Thomas de Châteauneuf (1684-1759), Louis de Martini d'Orves (1674-1751), Jean-François de Bertet de La Clue-Sabran (1696-1764) et Toussaint de Fortia, chevalier de Piles (v. 1677-1760).

### Carrière dans la Marine royale
En 1689 - sans lettres patentes - il entre dans la marine. Il est affecté au département de Brest (1689-1701), pendant la durée de la guerre de la Ligue d'Augsbourg. En juin 1694, il participe à la défense de Camaret, sur la presqu'île de Crozon, que les Anglais avaient décidé d'attaquer. Il est promu enseigne de vaisseau en 1703 après être resté douze ans garde-marine.
Dans son Dictionnaire de la Provence et du Comté Venaissin, Claude-François Achard dit de lui :

« Capitaine de Vaisseaux, s'avança par son mérite. II donna des preuves de sa bravoure en différentes occasions, & principalement à la descente des Anglois à Camaret. II obtint de son commandant de faire une sortie sur les ennemis, qui malgré la supériorité de leur nombre, furent tous tués, noyés ou faits prisonniers. Il y reçut dix blessures sans cesser de combattre jusques à la fin de l'action. »

Il se distingue également pendant l'épidémie de peste qui ravage Toulon en 1720-1721.
Du 25 mai au 1er novembre 1731 il commande le vaisseau L'Alcyon, dans l'escadre de Duguay-Trouin, il fait toutes les Échelles de Barbarie et du Levant ; cette escadre était destinée à protéger le commerce français.

## Mariage et descendance
Il épouse à Toulon en 1704 Gabrielle de Ripert de Carqueiranne. De cette union naît un fils, François Paul Honoré de Tomas, seigneur de La Valette (1707-1736).

### Sources et bibliographie
- Artefeuil et Louis Ventre, Histoire héroïque et universelle de la noblesse de Provence, vol. 2, Imprimerie de la veuve Girard, 1776, 441 p. (lire en ligne)
- Père Louis Lainé, Dictionnaire véridique des origines des maisons nobles ou anoblies du royaume de France : contenant aussi les vrais ducs, marquis, comtes, vicomtes et barons, vol. 2, Bertrand, 1819 (lire en ligne), p. 427-428